# Jiří Trnka (fotbalista)
Jiří Trnka (2. prosince 1926 – 1. března 2005) byl český fotbalista, československý reprezentant a účastník mistrovství světa roku 1954 ve Švýcarsku (sehrál oba zápasy ve skupině, proti Rakousku i Uruguayi). Za československou reprezentaci odehrál 23 zápasů a v nich dal 3 góly. V československé lize vybojoval třikrát mistrovský titul, jednou se Slavií Praha (1948) a dvakrát s Duklou Praha (1953, 1956).